# Neopanorpa clara
Neopanorpa clara är en näbbsländeart som beskrevs av Chou, Wang in Chou, Wang, Lin och Tong 1988. Neopanorpa clara ingår i släktet Neopanorpa och familjen skorpionsländor. Inga underarter finns listade i Catalogue of Life.